# Espais de memòria
Els espais de memòria són indrets on es relaciona i es fomenta la reflexió sobre la memòria i el patrimoni. Aquest terme fou creat per l'historiador Pierre Nora, que va distingir entre llocs de memòria i patrimoni, conceptualitzant els primers com a llocs on s'expressa la memòria nacional.

## Espais de Memòria
S'entén per memòria l'imaginari del passat col·lectiu que ens ha estat tramès. En canvi, entenem per història la literatura generada pels historiadors professionals i aficionats, tant en monografies com en obres de síntesi. Mentre que la història és una construcció fixada, la memòria és una pràctica cultural de les societats modernes institucionalitzades. La memòria comporta la commemoració activa amb significat polític i la codificació d'un cos simbòlic i iconogràfic propi que actua com a instrument de mobilització.
En les societats tradicionals, hem de recordar que fou la religió l'encarregada de mantenir i vertebrar la memòria cultural col·lectiva per mitjà dels llocs apropiats del culte i dels rituals corresponents. En canvi, avui en dia, és l'estat o els governs centrals, locals o regionals els encarregats d'aquesta tasca. Encara que hem de fer incisió que la ciutadania té un pes molt important en el record de les memòries. Però, tant la memòria com la història són selectives. És a dir, el passat és irremissiblement mort i quan el rememorem amb un llibre o amb un monument, tant l'historiador com el col·lectiu consideren que són significatius per al present, per rememorar la identitat de tot un col·lectiu des de l'emotivitat.
El tema de la memòria històrica ha estat una qüestió de què fins a l'actualitat s'ha parlat, i els especialistes l'han ficat a debat. Un moment en què la història s'ha interessat pel procés de recuperació de la memòria històrica, gràcies al grup de treball i les famílies de les víctimes que varen crear l'Associació per la recuperació de la memòria històrica. La noció de memòria neix als anys 50 amb la difusió pedagògica, com a homenatge a les víctimes. Així, com diu Pierre Nora: […] en el deure de memòria es pot dir que s'ha produït una democratització del procés de coneixement històric, en què cada un pot convertir-se en l'historiador de si mateix [...]. És aquest fet que ens permet apropar-nos al passat i, per tant, considerar-lo clau per entendre la història i el passat; així s'estableixen els llocs de memòria, que alhora són tan atractius per als turistes.
Explicar un espai de memòria o un lloc de memòria ens permet reflexionar sobre la relació que hi ha entre memòria i patrimoni. No es tracta de recollir tot allò que és memorable, sinó allò que ha tingut o té encara el paper de lloc de memòria. No es pretén recollir totes les commemoracions, sinó tan sols aquelles que configuren de manera global la memòria identitària dels catalans com a poble. És un desig col·lectiu de no perdre les característiques de la cultura del poble, fins i tot de la nostra pròpia identitat. La memòria no és sols la capacitat de recordar; sinó que hem d'aprendre a recordar i oblidar. Així doncs, per recuperar la memòria, rememorar-la i difondre-la com a expressió cultural del passat, un passat recent i proper al nostre territori, hem de fer un treball arqueològic. Com és el cas que s'ha portat a terme pel territori espanyol per tal de recuperar les restes de les víctimes que patiren els fets tràgics de la Guerra Civil. Aquesta recerca i dignificació permet restablir la pau i la memòria dels seus familiars.
| «                           | L'espai de la memòria roman atrapat en els racons del nostre silenci, de la nostra solitud, sense que l'oblit pugui desdibuixar per sempre els records que, de manera inexplicable, perduren aferrats als seus carrers, a casa seva, en les seves aromes, en els seus amagatalls, en les seves mirades, en les seves buits ... i, de vegades, en el no res [...] | » |
| — Bàrbara Palomares Sánchez | |   |

## Història

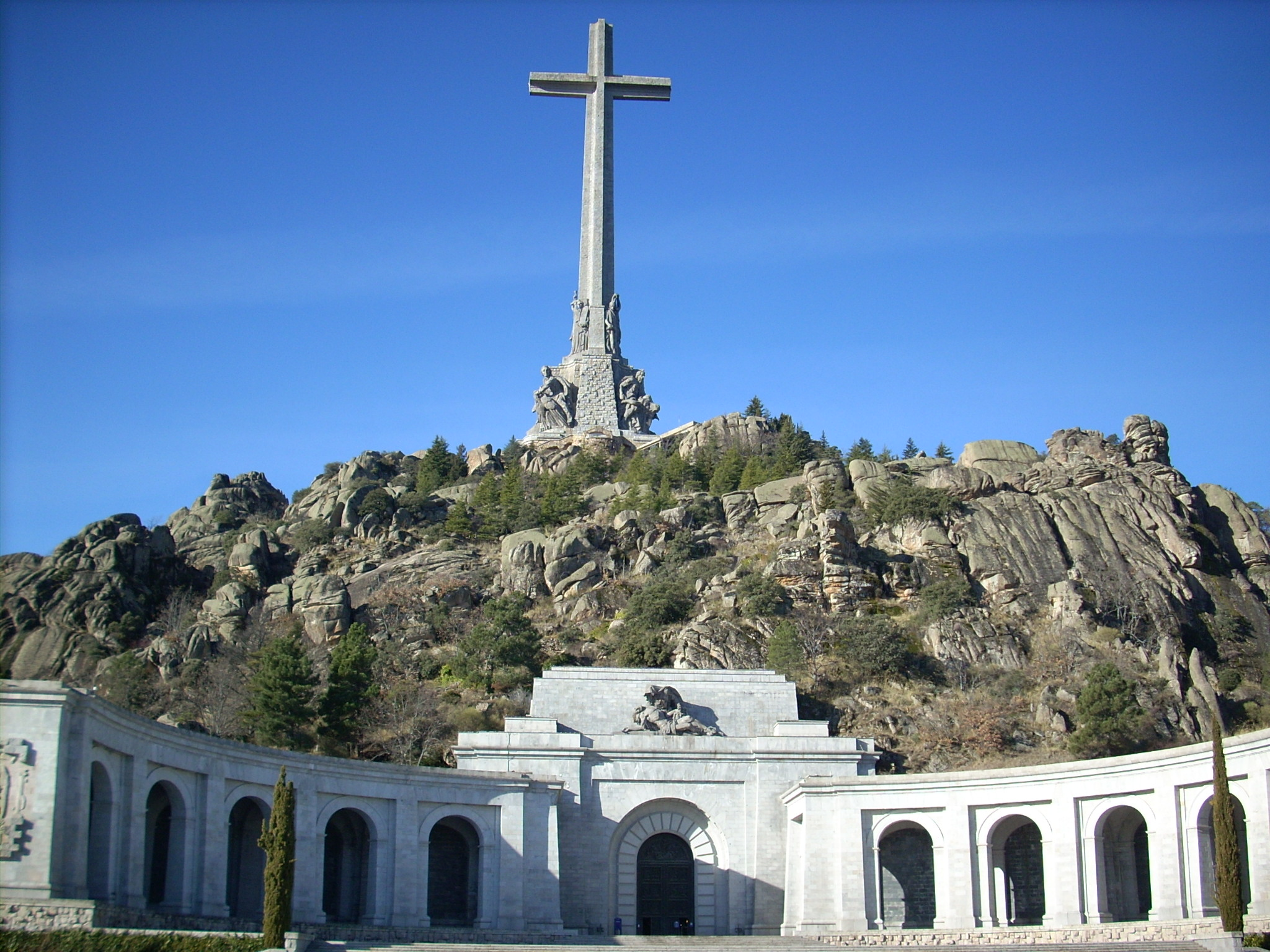
La Vall dels Caiguts, Madrid

El terme espai de memòria o lloc de memòria fou creat i popularitzat per l'historiador Pierre Nora en la seva obra Les lieux de mémoire (1984); en la seva tesi, Pierre Nora explica que un espai de memòria acostuma a estar lligat amb un fet tràgic. Pierre Nora considerava que si es parlava de llocs de memòria era perquè a França s'anava diluint el sentiment de la continuïtat, i el seu record començava a ser residual. Com per exemple, a Espanya els fets de la Guerra Civil durant els anys 1939-1939. Fou durant el segle XXI que es van portar a terme moviments per a la recuperació de la memòria històrica, per deixar de banda una memòria que fins a l'actualitat ha estat silenciada per part de les institucions polítiques.

## Espais de memòria a Espanya
En el cas espanyol, s'impulsa la Llei 52/2007 Memòria Històrica a Espanya. Aróstegui la classifica en tres categories. La primera, la memòria de la identificació; la segona, la memòria de la reconciliació i, per acabar, la memòria de la reparació. Un exemple clar en correspon al cas espanyol del Valle de los Caídos. En el cas de Catalunya, gràcies a la Generalitat de Catalunya i a la institució del Memorial Democràtic, es creà la seva pròpia Llei 13/2007. Més tard, l'any 2010, varen crear la Xarxa d'Espais de Memòria Democràtica de Catalunya.
| « | […] el nostre model de memorial ha creat la Xarxa d'Espais de Memòria, en què temàticament i territorial, s'expliquen, es recuperen, se senyalitzen i es museïtzen indrets i vestigis, materials i immaterials, que fan referència a un llarg període cronològic (1931-1980) i a una memòria democràtica plural i diversa [...]. Aquests espais es proposen tres objectius bàsics: el treball didàctic sobre la nostra història; la recuperació i conservació d'espais malmesos i oblidats, i el treball de memòria, reflexió i coneixement. | » |

.

## Espais de memòria a Catalunya
A Catalunya, l'objectiu dels espais de memòria és explicar, recuperar, senyalitzar i museïtzar indrets i vestigis, materials i immaterials que fan referència a un llarg període cronològic (1931-1980). El primer fet important fou l'any 2000 a Espanya, en què s'obrí la primera fossa comuna per part de les famílies de persones reparcel·lades pel franquisme durant la Guerra Civil Espanyola. Serà set anys més tard, l'any 2007, que Catalunya serà la pionera a establir una llei de memòria; desenvolupada gràcies als ajuntaments i, sobretot, per la nova institució sorgida gràcies a la Generalitat de Catalunya, coneguda actualment com el Memorial Democràtic de Catalunya. Més tard, gràcies a les normatives per part de la Generalitat de Catalunya i per ordre del Departament d'Interior, Relacions Institucionals i Participació l'any 2010 es creà la Xarxa d'Espais de Memòria. Aquesta xarxa recupera el patrimoni in situ, camins de memòria, llocs i espais de resistència, arxius i centres de documentació i monuments memorials. Aquests espais de memòria són llocs vius, on el pas del temps permet reviure, escoltar i sentir les emocions dels protagonistes de la Segona República, comprendre el moviment dels fronts i el cost humà de la Guerra Civil i familiaritzar-se amb els efectes de la postguerra espanyola i la transició democràtica.